# 各年のスウェーデンの一覧

スウェーデンの国旗

各年のスウェーデンの一覧（かくねんのスウェーデンのいちらん）は、スウェーデンの各年ごとの記事の一覧。この一覧ではスウェーデンの各年ごとの記事の他、各世紀と各年代、スウェーデンの各分野における各年ごとの記事についても取り扱う。

## 一覧

### 16世紀
- 1520年代
  - 1520年のスウェーデン（英語版） 1521年のスウェーデン（英語版） 1522年のスウェーデン（英語版） 1523年のスウェーデン（英語版） 1524年のスウェーデン（英語版）
  - 1525年のスウェーデン（英語版） 1526年のスウェーデン（英語版） 1527年のスウェーデン（英語版） 1528年のスウェーデン（英語版） 1529年のスウェーデン（英語版）
- 1530年代
  - 1530年のスウェーデン（英語版） 1531年のスウェーデン（英語版） 1532年のスウェーデン（英語版） 1533年のスウェーデン（英語版） 1534年のスウェーデン（英語版）
  - 1535年のスウェーデン（英語版） 1536年のスウェーデン（英語版） 1537年のスウェーデン（英語版） 1538年のスウェーデン（英語版） 1539年のスウェーデン（英語版）
- 1540年代
  - 1540年のスウェーデン（英語版） 1541年のスウェーデン（英語版） 1542年のスウェーデン（英語版） 1543年のスウェーデン（英語版） 1544年のスウェーデン（英語版）
  - 1545年のスウェーデン（英語版） 1546年のスウェーデン（英語版） 1547年のスウェーデン（英語版） 1549年のスウェーデン（英語版）
- 1550年代
  - 1550年のスウェーデン（英語版） 1551年のスウェーデン（英語版） 1552年のスウェーデン（英語版） 1553年のスウェーデン（英語版） 1554年のスウェーデン（英語版）
  - 1555年のスウェーデン（英語版） 1556年のスウェーデン（英語版） 1557年のスウェーデン（英語版） 1558年のスウェーデン（英語版） 1559年のスウェーデン（英語版）
- 1560年代
  - 1560年のスウェーデン（英語版） 1561年のスウェーデン（英語版） 1562年のスウェーデン（英語版） 1563年のスウェーデン（英語版） 1564年のスウェーデン（英語版）
  - 1565年のスウェーデン（英語版） 1566年のスウェーデン（英語版） 1567年のスウェーデン（英語版） 1568年のスウェーデン（英語版） 1569年のスウェーデン（英語版）
- 1570年代
  - 1570年のスウェーデン（英語版） 1571年のスウェーデン（英語版） 1573年のスウェーデン（英語版） 1574年のスウェーデン（英語版）
  - 1576年のスウェーデン（英語版） 1577年のスウェーデン（英語版） 1578年のスウェーデン（英語版） 1579年のスウェーデン（英語版）
- 1580年代
  - 1580年のスウェーデン（英語版） 1581年のスウェーデン（英語版） 1583年のスウェーデン（英語版） 1584年のスウェーデン（英語版）
  - 1585年のスウェーデン（英語版） 1586年のスウェーデン（英語版） 1587年のスウェーデン（英語版） 1589年のスウェーデン（英語版）
- 1590年代
  - 1590年のスウェーデン（英語版） 1591年のスウェーデン（英語版） 1592年のスウェーデン（英語版） 1593年のスウェーデン（英語版） 1594年のスウェーデン（英語版）
  - 1595年のスウェーデン（英語版） 1596年のスウェーデン（英語版） 1597年のスウェーデン（英語版） 1598年のスウェーデン（英語版） 1599年のスウェーデン（英語版）
- 1600年代
  - 1600年のスウェーデン（英語版）

### 17世紀
- 1600年代
  - 1601年のスウェーデン（英語版） 1602年のスウェーデン（英語版） 1603年のスウェーデン（英語版） 1604年のスウェーデン（英語版）
  - 1605年のスウェーデン（英語版） 1606年のスウェーデン（英語版） 1607年のスウェーデン（英語版） 1608年のスウェーデン（英語版） 1609年のスウェーデン（英語版）
- 1610年代
  - 1610年のスウェーデン（英語版） 1611年のスウェーデン（英語版） 1612年のスウェーデン（英語版） 1613年のスウェーデン（英語版） 1614年のスウェーデン（英語版）
  - 1615年のスウェーデン（英語版） 1616年のスウェーデン（英語版） 1617年のスウェーデン（英語版） 1618年のスウェーデン（英語版） 1619年のスウェーデン（英語版）
- 1620年代
  - 1620年のスウェーデン（英語版） 1621年のスウェーデン（英語版） 1622年のスウェーデン（英語版） 1623年のスウェーデン（英語版） 1624年のスウェーデン（英語版）
  - 1625年のスウェーデン（英語版） 1626年のスウェーデン（英語版） 1627年のスウェーデン（英語版） 1628年のスウェーデン（英語版） 1629年のスウェーデン（英語版）
- 1630年代
  - 1630年のスウェーデン（英語版） 1631年のスウェーデン（英語版） 1632年のスウェーデン（英語版） 1633年のスウェーデン（英語版） 1634年のスウェーデン（英語版）
  - 1635年のスウェーデン（英語版） 1636年のスウェーデン（英語版） 1637年のスウェーデン（英語版） 1638年のスウェーデン（英語版） 1639年のスウェーデン（英語版）
- 1640年代
  - 1640年のスウェーデン（英語版） 1641年のスウェーデン（英語版） 1642年のスウェーデン（英語版） 1643年のスウェーデン（英語版） 1644年のスウェーデン（英語版）
  - 1645年のスウェーデン（英語版） 1646年のスウェーデン（英語版） 1647年のスウェーデン（英語版） 1648年のスウェーデン（英語版） 1649年のスウェーデン（英語版）
- 1650年代
  - 1650年のスウェーデン（英語版） 1651年のスウェーデン（英語版） 1652年のスウェーデン（英語版） 1653年のスウェーデン（英語版） 1654年のスウェーデン（英語版）
  - 1655年のスウェーデン（英語版） 1656年のスウェーデン（英語版） 1657年のスウェーデン（英語版） 1658年のスウェーデン（英語版） 1659年のスウェーデン（英語版）
- 1660年代
  - 1660年のスウェーデン（英語版） 1661年のスウェーデン（英語版） 1662年のスウェーデン（英語版） 1663年のスウェーデン（英語版） 1664年のスウェーデン（英語版）
  - 1665年のスウェーデン（英語版） 1666年のスウェーデン（英語版） 1667年のスウェーデン（英語版） 1668年のスウェーデン（英語版） 1669年のスウェーデン（英語版）
- 1670年代
  - 1670年のスウェーデン（英語版） 1671年のスウェーデン（英語版） 1672年のスウェーデン（英語版） 1673年のスウェーデン（英語版） 1674年のスウェーデン（英語版）
  - 1675年のスウェーデン（英語版） 1676年のスウェーデン（英語版） 1677年のスウェーデン（英語版） 1678年のスウェーデン（英語版） 1679年のスウェーデン（英語版）
- 1680年代
  - 1680年のスウェーデン（英語版） 1681年のスウェーデン（英語版） 1682年のスウェーデン（英語版） 1683年のスウェーデン（英語版） 1684年のスウェーデン（英語版）
  - 1685年のスウェーデン（英語版） 1686年のスウェーデン（英語版） 1687年のスウェーデン（英語版） 1688年のスウェーデン（英語版） 1689年のスウェーデン（英語版）
- 1690年代
  - 1690年のスウェーデン（英語版） 1691年のスウェーデン（英語版） 1692年のスウェーデン（英語版） 1693年のスウェーデン（英語版） 1694年のスウェーデン（英語版）
  - 1695年のスウェーデン（英語版） 1696年のスウェーデン（英語版） 1697年のスウェーデン（英語版） 1698年のスウェーデン（英語版） 1699年のスウェーデン（英語版）
- 1700年代
  - 1700年のスウェーデン（英語版）

### 18世紀
- 1700年代
  - 1701年のスウェーデン（英語版） 1702年のスウェーデン（英語版） 1703年のスウェーデン（英語版） 1704年のスウェーデン（英語版）
  - 1705年のスウェーデン（英語版） 1706年のスウェーデン（英語版） 1707年のスウェーデン（英語版） 1708年のスウェーデン（英語版） 1709年のスウェーデン（英語版）
- 1710年代
  - 1710年のスウェーデン（英語版） 1711年のスウェーデン（英語版） 1712年のスウェーデン（英語版） 1713年のスウェーデン（英語版） 1714年のスウェーデン（英語版）
  - 1715年のスウェーデン（英語版） 1716年のスウェーデン（英語版） 1717年のスウェーデン（英語版） 1718年のスウェーデン（英語版） 1719年のスウェーデン（英語版）
- 1720年代
  - 1720年のスウェーデン（英語版） 1721年のスウェーデン（英語版） 1722年のスウェーデン（英語版） 1723年のスウェーデン（英語版） 1724年のスウェーデン（英語版）
  - 1725年のスウェーデン（英語版） 1726年のスウェーデン（英語版） 1727年のスウェーデン（英語版） 1728年のスウェーデン（英語版） 1729年のスウェーデン（英語版）
- 1730年代
  - 1730年のスウェーデン（英語版） 1731年のスウェーデン（英語版） 1732年のスウェーデン（英語版） 1733年のスウェーデン（英語版） 1734年のスウェーデン（英語版）
  - 1735年のスウェーデン（英語版） 1736年のスウェーデン（英語版） 1737年のスウェーデン（英語版） 1738年のスウェーデン（英語版） 1739年のスウェーデン（英語版）
- 1740年代
  - 1740年のスウェーデン（英語版） 1741年のスウェーデン（英語版） 1742年のスウェーデン（英語版） 1743年のスウェーデン（英語版） 1744年のスウェーデン（英語版）
  - 1745年のスウェーデン（英語版） 1746年のスウェーデン（英語版） 1747年のスウェーデン（英語版） 1748年のスウェーデン（英語版） 1749年のスウェーデン（英語版）
- 1750年代
  - 1750年のスウェーデン（英語版） 1751年のスウェーデン（英語版） 1752年のスウェーデン（英語版） 1753年のスウェーデン（英語版） 1754年のスウェーデン（英語版）
  - 1755年のスウェーデン（英語版） 1756年のスウェーデン（英語版） 1757年のスウェーデン（英語版） 1758年のスウェーデン（英語版） 1759年のスウェーデン（英語版）
- 1760年代
  - 1760年のスウェーデン（英語版） 1761年のスウェーデン（英語版） 1762年のスウェーデン（英語版） 1763年のスウェーデン（英語版） 1764年のスウェーデン（英語版）
  - 1765年のスウェーデン（英語版） 1766年のスウェーデン（英語版） 1767年のスウェーデン（英語版） 1768年のスウェーデン（英語版） 1769年のスウェーデン（英語版）
- 1770年代
  - 1770年のスウェーデン（英語版） 1771年のスウェーデン（英語版） 1772年のスウェーデン（英語版） 1773年のスウェーデン（英語版） 1774年のスウェーデン（英語版）
  - 1775年のスウェーデン（英語版） 1776年のスウェーデン（英語版） 1777年のスウェーデン（英語版） 1778年のスウェーデン（英語版） 1779年のスウェーデン（英語版）
- 1780年代
  - 1780年のスウェーデン（英語版） 1781年のスウェーデン（英語版） 1782年のスウェーデン（英語版） 1783年のスウェーデン（英語版） 1784年のスウェーデン（英語版）
  - 1785年のスウェーデン（英語版） 1786年のスウェーデン（英語版） 1787年のスウェーデン（英語版） 1788年のスウェーデン（英語版） 1789年のスウェーデン（英語版）
- 1790年代
  - 1790年のスウェーデン（英語版） 1791年のスウェーデン（英語版） 1792年のスウェーデン（英語版） 1793年のスウェーデン（英語版） 1794年のスウェーデン（英語版）
  - 1795年のスウェーデン（英語版） 1796年のスウェーデン（英語版） 1797年のスウェーデン（英語版） 1798年のスウェーデン（英語版） 1799年のスウェーデン（英語版）
- 1800年代
  - 1800年のスウェーデン（英語版）

### 19世紀
- 1800年代
  - 1801年のスウェーデン（英語版） 1802年のスウェーデン（英語版） 1803年のスウェーデン（英語版） 1804年のスウェーデン（英語版）
  - 1805年のスウェーデン（英語版） 1806年のスウェーデン（英語版） 1807年のスウェーデン（英語版） 1808年のスウェーデン（英語版） 1809年のスウェーデン（英語版）
- 1810年代
  - 1810年のスウェーデン（英語版） 1811年のスウェーデン（英語版） 1812年のスウェーデン（英語版） 1813年のスウェーデン（英語版） 1814年のスウェーデン（英語版）
  - 1815年のスウェーデン（英語版） 1816年のスウェーデン（英語版） 1817年のスウェーデン（英語版） 1818年のスウェーデン（英語版） 1819年のスウェーデン（英語版）
- 1820年代
  - 1820年のスウェーデン（英語版） 1821年のスウェーデン（英語版） 1822年のスウェーデン（英語版） 1823年のスウェーデン（英語版） 1824年のスウェーデン（英語版）
  - 1825年のスウェーデン（英語版） 1826年のスウェーデン（英語版） 1827年のスウェーデン（英語版） 1828年のスウェーデン（英語版） 1829年のスウェーデン（英語版）
- 1830年代
  - 1830年のスウェーデン（英語版） 1831年のスウェーデン（英語版） 1832年のスウェーデン（英語版） 1833年のスウェーデン（英語版） 1834年のスウェーデン（英語版）
  - 1835年のスウェーデン（英語版） 1836年のスウェーデン（英語版） 1837年のスウェーデン（英語版） 1838年のスウェーデン（英語版） 1839年のスウェーデン（英語版）
- 1840年代
  - 1840年のスウェーデン（英語版） 1841年のスウェーデン（英語版） 1842年のスウェーデン（英語版） 1843年のスウェーデン（英語版） 1844年のスウェーデン（英語版）
  - 1845年のスウェーデン（英語版） 1846年のスウェーデン（英語版） 1847年のスウェーデン（英語版） 1848年のスウェーデン（英語版） 1849年のスウェーデン（英語版）
- 1850年代
  - 1850年のスウェーデン（英語版） 1851年のスウェーデン（英語版） 1852年のスウェーデン（英語版） 1853年のスウェーデン（英語版） 1854年のスウェーデン（英語版）
  - 1855年のスウェーデン（英語版） 1856年のスウェーデン（英語版） 1857年のスウェーデン（英語版） 1858年のスウェーデン（英語版） 1859年のスウェーデン（英語版）
- 1860年代
  - 1860年のスウェーデン（英語版） 1861年のスウェーデン（英語版） 1862年のスウェーデン（英語版） 1863年のスウェーデン（英語版） 1864年のスウェーデン（英語版）
  - 1865年のスウェーデン（英語版） 1866年のスウェーデン（英語版） 1867年のスウェーデン（英語版） 1868年のスウェーデン（英語版） 1869年のスウェーデン（英語版）
- 1870年代
  - 1870年のスウェーデン（英語版） 1871年のスウェーデン（英語版） 1872年のスウェーデン（英語版） 1873年のスウェーデン（英語版） 1874年のスウェーデン（英語版）
  - 1875年のスウェーデン（英語版） 1876年のスウェーデン（英語版） 1877年のスウェーデン（英語版） 1878年のスウェーデン（英語版） 1879年のスウェーデン（英語版）
- 1880年代
  - 1880年のスウェーデン（英語版） 1881年のスウェーデン（英語版） 1882年のスウェーデン（英語版） 1883年のスウェーデン（英語版） 1884年のスウェーデン（英語版）
  - 1885年のスウェーデン（英語版） 1886年のスウェーデン（英語版） 1887年のスウェーデン（英語版） 1888年のスウェーデン（英語版） 1889年のスウェーデン（英語版）
- 1890年代
  - 1890年のスウェーデン（英語版） 1891年のスウェーデン（英語版） 1892年のスウェーデン（英語版） 1893年のスウェーデン（英語版） 1894年のスウェーデン（英語版）
  - 1895年のスウェーデン（英語版） 1896年のスウェーデン（英語版） 1897年のスウェーデン（英語版） 1898年のスウェーデン（英語版） 1899年のスウェーデン（英語版）
- 1900年代
  - 1900年のスウェーデン（英語版）

### 20世紀
- 1900年代
  - 1901年のスウェーデン（英語版） 1902年のスウェーデン（英語版） 1903年のスウェーデン（英語版） 1904年のスウェーデン（英語版）
  - 1905年のスウェーデン（英語版） 1906年のスウェーデン（英語版） 1907年のスウェーデン（英語版） 1908年のスウェーデン（英語版） 1909年のスウェーデン（英語版）
- 1910年代
  - 1910年のスウェーデン（英語版） 1911年のスウェーデン（英語版） 1912年のスウェーデン（英語版） 1913年のスウェーデン（英語版） 1914年のスウェーデン（英語版）
  - 1915年のスウェーデン（英語版） 1916年のスウェーデン（英語版） 1917年のスウェーデン（英語版） 1918年のスウェーデン（英語版） 1919年のスウェーデン（英語版）
- 1920年代
  - 1920年のスウェーデン（英語版） 1921年のスウェーデン（英語版） 1922年のスウェーデン（英語版） 1923年のスウェーデン（英語版） 1924年のスウェーデン（英語版）
  - 1925年のスウェーデン（英語版） 1926年のスウェーデン（英語版） 1927年のスウェーデン（英語版） 1928年のスウェーデン（英語版） 1929年のスウェーデン（英語版）
- 1930年代
  - 1930年のスウェーデン（英語版） 1931年のスウェーデン（英語版） 1932年のスウェーデン（英語版） 1933年のスウェーデン（英語版） 1934年のスウェーデン（英語版）
  - 1935年のスウェーデン（英語版） 1936年のスウェーデン（英語版） 1937年のスウェーデン（英語版） 1938年のスウェーデン（英語版） 1939年のスウェーデン（英語版）
- 1940年代
  - 1940年のスウェーデン（英語版） 1941年のスウェーデン（英語版） 1942年のスウェーデン（英語版） 1943年のスウェーデン（英語版） 1944年のスウェーデン（英語版）
  - 1945年のスウェーデン（英語版） 1946年のスウェーデン（英語版） 1947年のスウェーデン（英語版） 1948年のスウェーデン（英語版） 1949年のスウェーデン（英語版）
- 1950年代
  - 1950年のスウェーデン（英語版） 1951年のスウェーデン（英語版） 1952年のスウェーデン（英語版） 1953年のスウェーデン（英語版） 1954年のスウェーデン（英語版）
  - 1955年のスウェーデン（英語版） 1956年のスウェーデン（英語版） 1957年のスウェーデン（英語版） 1958年のスウェーデン（英語版） 1959年のスウェーデン（英語版）
- 1960年代
  - 1960年のスウェーデン（英語版） 1961年のスウェーデン（英語版） 1962年のスウェーデン（英語版） 1963年のスウェーデン（英語版） 1964年のスウェーデン（英語版）
  - 1965年のスウェーデン（英語版） 1966年のスウェーデン（英語版） 1967年のスウェーデン（英語版） 1968年のスウェーデン（英語版） 1969年のスウェーデン（英語版）
- 1970年代
  - 1970年のスウェーデン（英語版） 1971年のスウェーデン（英語版） 1972年のスウェーデン（英語版） 1973年のスウェーデン（英語版） 1974年のスウェーデン（英語版）
  - 1975年のスウェーデン（英語版） 1976年のスウェーデン（英語版） 1977年のスウェーデン（英語版） 1978年のスウェーデン（英語版） 1979年のスウェーデン（英語版）
- 1980年代
  - 1980年のスウェーデン（英語版） 1981年のスウェーデン（英語版） 1982年のスウェーデン（英語版） 1983年のスウェーデン（英語版） 1984年のスウェーデン（英語版）
  - 1985年のスウェーデン（英語版） 1986年のスウェーデン（英語版） 1987年のスウェーデン（英語版） 1988年のスウェーデン（英語版） 1989年のスウェーデン（英語版）
- 1990年代
  - 1990年のスウェーデン（英語版） 1991年のスウェーデン（英語版） 1992年のスウェーデン（英語版） 1993年のスウェーデン（英語版） 1994年のスウェーデン（英語版）
  - 1995年のスウェーデン（英語版） 1996年のスウェーデン（英語版） 1997年のスウェーデン（英語版） 1998年のスウェーデン（英語版） 1999年のスウェーデン（英語版）
- 2000年代
  - 2000年のスウェーデン（英語版）

### 21世紀
- 2000年代
  - 2001年のスウェーデン（英語版） 2002年のスウェーデン（英語版） 2003年のスウェーデン（英語版） 2004年のスウェーデン（英語版）
  - 2005年のスウェーデン（英語版） 2006年のスウェーデン（英語版） 2007年のスウェーデン（英語版） 2008年のスウェーデン（英語版） 2009年のスウェーデン
- 2010年代
  - 2010年のスウェーデン（英語版） 2011年のスウェーデン（英語版） 2012年のスウェーデン（英語版） 2013年のスウェーデン（英語版） 2014年のスウェーデン（英語版）
  - 2015年 2016年 2017年 2018年 2019年
- 2020年代 : 2020年 2021年 2022年 2023年 2024年 2025年 2026年 2027年 2028年 2029年

## 文化と芸術

### テレビ放送
- List of years in Swedish television（英語版）